# Trentepohlia zambesiae
Trentepohlia zambesiae là một loài ruồi trong họ Limoniidae. Chúng phân bố ở miền Cổ bắc và miền nhiệt đới châu Phi.